# Heterogorgia clausa
Heterogorgia clausa är en korallart som beskrevs av Nutting 1910. Heterogorgia clausa ingår i släktet Heterogorgia och familjen Plexauridae. Inga underarter finns listade i Catalogue of Life.